# Herbie Hancock Trio (album, 1981)
Herbie Hancock Trio je drugi istoimenski studijski album tria (prvi je izšel leta 1977), ki je izšel leta 1981 pri založbi CBS/Sony na Japonskem. Poleg Hancocka, sta bila del tria še basist Ron Carter in bobnar Tony Williams.

## Ozadje
Julija 1981 so Hancock, Ron Carter, Tony Williams in 20-letni nadarjeni trobentač Wynton Marsalis, ki ga je Hancocku priporočil vodja jazzovske sekcije založbe Columbia Records, Dr. George Butler, odleteli na Japonsko. 26. julija so skupaj s skupino Santana odigrali koncert na festivalu Live Under The Sky v Tokiu. Naslednji dan so se Hancock, Carter in Williams odpravili v CBS/Sony studio v Tokiu, kjer so v isti zasedbi posneli album, tako kot že leta 1977. Živahne verzije jazzovskih standardov »Stablemates« in »That Old Black Magic« so v kontrastu z originalnimi izvedbami Hancocka, Carterja in Williamsa.

## Seznam skladb
| Št. | Naslov                 | Pisec                       | Dolžina |
| --- | ---------------------- | --------------------------- | ------- |
| 1.  | „Stable Mates‟         | Benny Golson                | 11:05   |
| 2.  | „Dolphin Dance‟        | Herbie Hancock              | 10:18   |
| 3.  | „Slight Smile‟         | Ron Carter                  | 9:03    |
| 4.  | „That Old Black Magic‟ | Harold Arlen, Johnny Mercer | 8:33    |
| 5.  | „Maison Goree‟         | Tony Williams               | 6:41    |

## Osebje

### Trio
- Herbie Hancock – klavir
- Ron Carter – bas
- Tony Williams – bobni

### Produkcija
- Producent: David Rubinson
- Inženiring: Tomoo Suzuki